# Dabbe: Blestemul djinnului
Dabbe: Blestemul djinnului (Dabbe: Cin Çarpması, Dabbe: Posedare demonică) este un film de groază turcesc regizat și scris de Hasan Karacadağ.
Filmul a fost vizionat de 422.747 de persoane în cinematografele din Turcia.

## Rezumat
Kübra este o tânără bântuită de un djinn, chiar înainte de nuntă ea își ucide logodnicul în noaptea cu henna în fața întregii familii. Ebru este psihiatru și prietena din copilărie a lui Kübra. Ebru vrea să filmeze acțiunile așa-zișilor exorciști în încercarea de a demonstra dacă djinii există sau nu. Ea aduce un exorcist, Faruk, în satul lui Kübra pentru a vedea dacă o poate vindeca și dovedi existența djinilor. Aceștia vizitează un copac blestemat la intrarea în sat și văd un cod ciudat, 7175, gravat în trunchi.

## Distribuție
- Elçin Atamgüç
- Orhan Gencer – Gürkan
- Sultan Köroglu Kiliç
- Oguzhan Kocakli – Ali
- Cansu Kurgun – Kübra
- Irmak Örnek – Ebru
- A. Murat Özgen – Faruk Akat
- Anil Özkan – Köy